# Миллс, Блейк
Блейк Миллс (англ. Blake Mills; род. 21 сентября 1986) — американский автор песен, гитарист, продюсер и композитор из Малибу, Калифорния, США. Как аккомпаниатор и сессионный музыкант, он сотрудничал с Джексоном Брауном, Билли Гиббонсом из ZZ Top, Бобом Диланом, Jay-Z, Джоном Леджендом, Конором Оберстом и многими другими музыкантами и исполнителями.

## Биография и карьера
Миллс родился в Санта-Монике, но в раннем возрасте переехал в Малибу, штат Калифорния. Его мать работала помощником юриста, а отец был агентом по недвижимости. Он начал играть на гитаре в 10 лет, а впервые выступил на сцене в 14 лет.
Когда ему было 12, он повредил палец левой руки, ударив его о дверцу машины. Позже он использовал шину для пальца в качестве слайда для гитары, с чего началась его долгая и легендарная карьера игры на слайд-гитаре.
Когда он учился в средней школе Малибу, он подружился с Тейлором Голдсмитом, с которым основал рок-группу Simon Dawes (Саймон Доус). Группа выпустила один EP (What No One Hears) и один LP (Carnivore). После этого Миллс покинул группу, а Голдсмит перешел в группу Dawes (Дауз). Они остались близкими друзьями и сотрудниками.
В видео 2013 года, выпущенном компанией Red Bull под названием "Кто такой Блейк Миллс?: Звук и видение, " Миллс сказал, что большую часть своей молодости он провел, «тратя около восьми часов в день, играя или думая об игре» на гитаре.
Он начал играть на гитаре в раннем возрасте, потому что видел, как люди играют на гитаре по телевизору, и видел в инструменте "средство, " чтобы быть "таким крутым, " как Курт Кобайн.
	В том же интервью его отец Джон Миллс сказал, что он “не уверен, что привело [сына] к гитаре,” но вспомнил, что когда несколько его друзей приходили поиграть на гитаре, Блейк всегда сидел и слушал в изумлении.
После этого его отец сказал, что взял его, чтобы купить гитару, и Блейк взял два месяца уроков, прежде чем научиться играть на инструменте самостоятельно.
В том же интервью мать Блейка, Барбара Миллс, сказала, что Блейк был нестарательным учеником, который думал, что он «выше» домашних заданий. Она сказала, что он был мятежником, у которого часто были проблемы в школе. Он сказал, что всегда знал, что в конечном итоге он будет играть на гитаре, поэтому ему не нужны были домашние задания или школа. Мать потом говорила: «Как приручить дикую лошадь? Не знаю, подарить ему гитару?»
Затем Миллс стал сессионным гитаристом, играя в гастрольных группах с такими музыкантами, как Дженни Льюис, «Бэнд оф хорсес» (англ. Band of Horses), Кэсс МакКомбс и другими. В то же время он продюсировал или играл на гитаре на альбомах таких исполнителей, как Конор Оберст (из группы «Брайт айз»; англ. Bright Eyes), Кид Рок, Уизер (англ. Weezer), Братья Аветт (англ. The Avett Brothers из Северной Каролины), и других.
В 2010 году он выпустил свой первый сольный альбом под названием «Разбивай зеркала» (англ. Break Mirrors). Альбом был положительно воспринят критиками и продемонстрировал талант Миллса как автора песен. Говорили, что Миллс выпустил альбом, чтобы демонстрировать свои продюсерские способности, поскольку он надеялся сосредоточиться на работе в студии, а не на гастрольных выступлениях.
В 2014 году он выпустил свой второй альбом «Хей Хо» (англ. Heigh Ho), который был записан в студии, построенной для Фрэнка Синатры на студии Оушен Уэй Рекординг (англ. Ocean Way Recording). Как и его первый альбом, «Хей Хо» получил похвалу за написание песен, музыкальность и продюсирование.
В следующем году он был номинирован на премию Грэмми за продюсерскую работу над альбомом «Звук и цвет» (англ. Sound and Color) группы Алабама Шейкс (англ. Alabama Shakes).
В 2018 году он самостоятельно выпустил альбом под названием «Смотри» (англ. Look), который отличался от его предыдущей работы (жанр которой можно было бы классифицировать как инди-фолк) тем, что он был спродюсирован с помощью синтезаторов 1970-х годов и содержал приглашенный вокал Натали Меринг из американской музыкальной группы «Кровь Вайеса» (англ. Weye’s Blood).
В 2020 году он выпустил альбом «Изменяемый набор» (англ. Mutable Set), который продолжил минималистское звучание его альбома «Смотри», но с возвращением гитарных инструментов.
В 2021 году совместно с валлийским джазовым басистом Пино Палладино Миллс выпустил альбом под названием «Заметки с приложениями» (англ. Notes With Attachments). Этот альбом также получил признание критиков.

## Музыкальность
Миллса часто называют гитарным «виртуозом» или «гением» с собственным стилем. Его талант написания песен также получил высокую оценку, поскольку Конор Оберст сказал, что Блейк любит «искусство песен, которое не всегда можно получить от виртуозного гитариста».
Кид Рок однажды поспорил с Блейком на 500 долларов, что он не сможет переиграть песню «нота за нотой», услышав её только один раз. Рок вспоминал, что сыграл песню, и что то, что сыграл Блейк, было точным воссозданием песни; по словам Рока, Миллс был «вундеркиндом».
Эрик Клэптон сказал, что, по его мнению, Блейк «последний гитарист, которого [он] слышал и которого [он] считает феноменальным».
Миллса часто сравнивают с американским гитаристом Рэйем Кудером, который также является известным виртуозом слайд-гитары, плодовитым музыкальным соавтором, сессионным гитаристом и пользователем уникальных или самодельных гитар. Согласно интервью Миллса с музыкантом Мэттом Суини, Миллсу предложили играть музыку на Кубе, как это сделал Рай Кудер, когда он записал получивший Грэмми альбом «Социальный клуб Буэна Виста» (англ. Buena Vista Social Club), который был создан с участием кубинских музыкантов. За несколько дней до поездки он пошел в музыкальный магазин, чтобы купить припасы для поездки, и Рэй Кудер оказался в том же магазине. Там Блейк смог задать ему вопросы об игре на Кубе, о том, какое снаряжение взять с собой и так далее.
	В том же интервью Миллс сказал, что, по его мнению, настоящими новаторами являются те, кто, как Джими Хендрикс, пытаются заставить свой инструмент звучать как что-то другое. В интервью изданию «Камертон» (англ. Pitchfork) в 2018 году он подтвердил свою точку зрения, сказав: «Мои любимые музыканты -- это люди, которые испытывают определенную неудовлетворенность звуком своего собственного инструмента».
Миллс известен своей сложной музыкальной импровизацией, часто играя песни по-разному каждый раз при публичном выступлении.
Например, в комментарии на YouTube к концертному клипу на песню «Rango II,» исполненной музыкальным коллективом Vulfpeck в сотрудничестве с Блейком Миллсом, зритель цитирует форум Reddit «AMA» (Спрашивай о чём угодно) с Vulpeck. В сообщении Reddit один из участников группы Vulpeck сообщает, что Блейк Миллс однажды прочитал последовательность аккордов (за десять минут) для песни, и то, что записано на видео — это их первое совместное исполнение этой песни. Он всё импровизировал, и в видео можно увидеть изумление участников группы Vulfpeck, когда Миллс играет.

## Личная жизнь
Он живет в районе Силвер-Лейк в Лос-Анджелесе со своей девушкой Габи Зеккетто. Ранее он был в отношениях с Даниэль Хаим из американской группы Хаим (англ. Haim).
В 2016 году Блейк смог сыграть на той же гитаре, на которой Боб Дилан впервые сыграл «электрическую» версию своей песни на фолк-фестивале в Ньюпорте в 1965 году. В видео Блейк играет кавер на песню Дилана (а позже и The Band) «Когда я рисую свой шедевр» (англ. «When I Paint Мy Masterpiece»). В интервью Миллс сказал, что одним из его героев был Боб Дилан, которого он считал «факелом» и символом художественной «силы» перед лицом критики или ожиданий. В 2014 году в своем первом телевизионном выступлении (в шоу Конана О’Брайена) он исполнил песню Боба Дилана «Сердце моё» (англ. «Heart of Mine») с Даниэль Хаим. В 2020 году он играл на гитаре и фисгармонии в альбоме Боба Дилана «Грубые и шумные пути» (англ. «Rough and Rowdy Ways»), и Боб Дилан лично был поклонником его музыки.
Недавно Миллс стал «постоянным продюсером» в Саунд Сити Студиоз (англ. Sound City Studios), где записывались Джонни Кэш, Боб Дилан, Нирвана, Том Петти, Слайер и многие другие артисты. Говорят, что более 100 выпущенных там пластинок получили «золотой» или «платиновый» статус.

## Избранная дискография
Полноформатные альбомы:
- «Break Mirrors» (Разбей зеркала (Record Collection, 2010 г.)
- «Heigh Ho» (Хей Хо) (Record Collection / Verve Records, 2014)
- «Some Where Else» (Где-Нибудь Ещё) (сотрудничество с фотографом Сэмом Джонсом, Beware Doll Records, 2015 г.)
- «Mutable Set» (Изменяемый набор) (New Deal/Verve Records, 2020)
- «Notes With Attachments» (Заметки с приложениями) (сотрудничество с басистом Пино Палладино, Impulse!/New Deal Records, 2021)

С Саймоном Доусом:
- EP, «What No One Hears» (То, Что Никто Не Слышит) (Record Collection , 2005 г.)
- LP, «Carnivore» (Плотоядное животное) (сборник записей, 2006 г.)

Продюсерская работа:
- Сопродюсер — Джеска Хуп — The House That Jack Built (Дом, который построил Джек) (Good Union, 2012)
- Продюсер — Сара Уоткинс — Sun Midnight Sun (Солнце Полуночное Солнце) (Nonesuch Records, 2012)
- Продюсер — Скай Феррейра — Ghost (Призрак) EP (Capitol Records, 2012)
- Сопродюсер — Билли Гиббонс — «Oh, well» (О, хорошо) — Just Tell Me That You Want Me: A Tribute to Fleetwood Mac (Просто скажи мне, что ты хочешь меня: Трибьют Флитвуд Мак) (Hear Music, 2012)
- Продюсер — Гора Египет — III (Record Collection, 2012)
- Продюсер — Конор Оберст — «Аrtifact 1» (Артефакт 1) — Upside Down Mountain (Перевернутая гора) (Nonesuch Records, 2014)
- Продюсер — Фиона Эппл — «Container» (Контейнер) — The Affair (Дело) (Showtime, 2014)
- Продюсер — Фиона Эппл — «Pure Imagination» (Чистое воображение) — (Cultivate / Epic Records, 2015)
- Продюсер — Фиона Эппл с участием Мод Мэггарт— «I’m in the Middle of a Riddle» (Я посреди загадки) (Hear Music, 2015)
- Продюсер — Alabama Shakes — Sound & Color (Звук и цвет) (ATO Records, 2015)
- Продюсер — Бриттани Ховард — «I Feel Free» (Я чувствую себя свободным) — Joy (Джой) (21st Century Fox, 2015)
- Продюсер — Доус — We’re All Gonna Die (Мы все умрём) — (HUB Records, 2016)
- Сопродюсер — Джим Джеймс — Eternally Even (Вечно ровный) (Capitol Records/ATO, 2016)
- Продюсер — Джон Ледженд — Darkness & Light (Тьма и свет) (Columbia Records, 2016)
- Продюсер — Джон Ледженд с участием Синтии Эриво — «God Only Knows» (Только Бог знает) (Epic Records, 2016)
- Продюсер — Джеска Хуп — Memories are Now (Воспоминания сейчас) (Sub Pop, 2017)
- Продюсер — Лаура Марлинг — Semper Femina (Семпер Фемина) (More Alarming Records, 2017)
- Продюсер — Perfume Genius — No Shape (Нет формы) (Matador Records, 2017)
- Продюсер — Perfume Genius — Set My Heart on Fire Immediately (Немедленно зажги моё сердце) (Matador Records, 2020)
- Продюсер — Пино Палладино и Блейк Миллс — Заметки с вложениями (New Deal/ Verve, 2021)
- Продюсер — Джек Джонсон — Meet the Moonlight (Встречайте лунный свет) — (Brushfire/Universal Records, 2022 г. — ожидается)[14]